# راینهارد آلبر
راینهارد آلبر (انگلیسی: Reinhard Alber؛ زادهٔ ۶ فوریهٔ ۱۹۶۴) دوچرخه‌سوار اهل آلمان است.
وی در مسابقات کشوری و بین‌المللی در مجموع برندهٔ ۱ مدال برنز شده‌است.